# Żywienie sportowców
Organizm sportowca jest w stanie znieść maksymalne obciążenia treningowe tylko w przypadku utrzymania pełni zdrowia, a już najmniejsze dolegliwości zmniejszają zdolności wysiłkowe. Ponadto zdrowa dieta może przyczynić się do podniesienia efektywności treningu i poprawy poziomu wyników.

## Zapotrzebowanie energetyczne dla sportowców
Ustalenie normy na energię w sporcie determinowane jest szeregiem czynników, m.in.:
- masą ciała,
- intensywnością,
- długością i częstotliwością treningów,
- dyscypliną sportu,
- procesem wzrastania,
- indywidualnym wahaniom w zapotrzebowaniu.

Nadrzędnym zdaniem w planowaniu jadłospisu jest ustalenie równowagi pomiędzy energią przyjmowaną, a wydatkowaną. Utrzymanie tego bilansu jest warunkiem rozwoju fizycznego, zdrowia i aktywności zawodowej człowieka. Odstępstwo od tej równowagi, utrzymujące się w dłuższym czasie może doprowadzić do wycieńczenia organizmu lub do nadwagi i otyłości. Najprostszą metodą kontroli równowagi energetycznej jest codzienne ważenie się na czczo.
Dobowy wydatek energetyczny (całkowita przemiana materii - CMP) to składowa:
- podstawowej przemiany energii,
- swoiście dynamicznego działania pokarmu,
- wydatków energetycznych związanych z wykonywaniem codziennych czynności.

Wydatek energetyczny dla poszczególnych grup ludności jest różny. W sporcie jest on zwiększony i wykazuje zróżnicowanie pomiędzy poszczególnymi dyscyplinami sportowymi. Zależy on również od cyklu treningowego oraz czasu trwania wysiłku fizycznego. Zapotrzebowanie na energię sportowców wielu dyscyplin jest podobne i zbliżone do wielkości 72 kcal/kg m.c. Różni się ono w sportach siłowych i siłowo-szybkościowych, osiągając odpowiednio: 76 i 66 kcal/kg m.c. Sportowcy uprawiający dyscypliny wytrzymałościowe często mają trudność w osiągnięciu wysokiego poboru energii. Rozwiązaniem jest spożywanie częstych, skoncentrowanych posiłków. Przybliżony procentowy udział składników pokarmowych w pokrywaniu zapotrzebowania energetycznego u sportowców powinien wynosić: 10-15% dla białek, 20-30% dla tłuszczów i 55-65% dla węglowodanów. Jest on zbliżony do wartości przewidywanych dla ogółu ludności.
| Sporty wytrzymałościowo-siłowe, wymagające precyzji: gimnastyka, jeździectwo, pięciobój nowoczesny, szermierka, łucznictwo, strzelectwo, sport żużlowy                                                        | 70    | 4800-5300 | 4-15% : 29:32%: 53-57%    |
| Sporty szybkościowo-siłowe z przewagą szybkości: biegi krótkie, skoki, łyżwiarstwo szybkie, zjazdy narciarskie, pływanie na krótkie dystanse                                                                  | 70,2  | 5100-5400 | 13-14% : 27 -31% : 60-55% |
| Sporty szybkościowo-siłowe z przewagą siły: podnoszenie ciężarów, dziesięciobój, rzut oszczepem | 82,8  | 6200-6600 | 14-15% : 30-31% : 56-54%  |
| Sporty szybkościowo-siłowe z przewagą siły: miotanie kulą, rzut dyskiem | 102,0 | 7400-7700 | 15% : 30% : 55%           |
| Sporty długotrwałe związane z szybkością: kolarstwo szosowe, kolarstwo torowe, wioślarstwo, kajakarstwo | 77,2  | 6100-6500 | 13% : 26-27% : 61-60%     |
| Sporty długotrwałe związane przede wszystkim z wytrzymałością: maraton, biegi długie, chód, biegi z przeszkodami, biegi długie narciarskie, biatlon, żeglarstwo, sport motocyklowy                            | 67,5  | 5200-5600 | 12-13% : 25-27% : 63-60%  |
| Sporty wymagające szybkości, siły i wytrzymałości (krótkotrwałe): judo, boks, zapasy | 73,2  | 5200-5600 | 14% : 30% : 56%           |
| Sporty wymagające szybkości, siły i wytrzymałości (długotrwałe) (gra zespołowa): siatkówka, koszykówka, piłka ręczna, piłka nożna, hokej na trawie, hokej na lodzie, tenis stołowy, tenis ziemny, piłka wodna | 74,2  | 5300-5700 | 14% : 29% : 57%           |

Racja pokarmowa bogata w węglowodany wpływa na podniesienie wydolności fizycznej zawodnika, wysokotłuszczowa zaś ją obniża. Większe zapotrzebowanie na białko zaleca się w tzw. sportach siłowych, a większą podaż węglowodanów – w sportach wytrzymałościowych.

## Zapotrzebowanie na składniki energetyczne dla sportowców

### Węglowodany
Węglowodany stanowią najważniejszy składnik diety, ponieważ są podstawowym źródłem energii dla pracujących mięśni. Sportowcy stale narażeni są na niedobory tych składników, co powoduje spadek wydolności i zmęczenie. Podstawą jest założenie, że po zaspokojeniu zapotrzebowania organizmu człowieka na białko i tłuszcz, pozostałe potrzeby energetyczne zostaną pokryte przez węglowodany.
Oprócz funkcji energetycznej, węglowodany spełniają ważną rolę w organizmie. Dostateczna ilość sacharydów w pożywieniu jest niezbędnym warunkiem prawidłowych przemian tłuszczów i białek. Czynnikiem, który może zakłócić przebieg przemian węglowodanowych i tym samym tłuszczu i białka jest nadmiar tiaminy.
Metabolizm węglowodanów jest związany głównie z glukozą, która stanowi jedyne źródło energii dla mózgu i rdzenia nerwowego, jest substratem energetycznym dla mięśni, wątroby, serca, nerek i jelit, a jej zapasy gromadzone są w wątrobie i w mięśniach w postaci glikogenu. Spożywane węglowodany są transportowane w postaci glukozy, przez surowicę krwi do wątroby, gdzie dokonują się procesy:
- przekształcenie węglowodanów w tłuszcze, * magazynowanie cukrów w postaci glikogenu,
- uwolnienie glukozy do surowicy krwi w celu transportu do tkanek, takich jak mięśnie.

Glikogen – polisacharyd złożony – jest formą magazynowania glukozy w wątrobie i mięśniach. Długotrwałą prace w sporcie warunkuje wyjściowy poziom glikogenu w komórce mięśniowej. Jego zawartość w mięśniach zależy od rodzaju diety. Wysokowęglowodanowy sposób żywienia w porównaniu z dietami białkowo-tłuszczowymi oraz normalnymi i mieszanymi, predysponuje organizm do najdłuższej pracy mięśni.
Zapasy glikogenu w ustroju są ograniczone i u osób nieuprawiających sport wynosi ok. 300g, natomiast dla sportowców nawet 600 g. Rezerwy węglowodanów zależą od: intensywności wysiłku, czasu trwania obciążenia, rodzaju treningu, ilości i jakości dostarczanych cukrów. Kilka dni przed zawodami sportowcy powinni uregulować swoją dietę i trening próbując maksymalnie zwiększyć zasoby glikogenu w mięśniach. Najbardziej praktyczna metoda przewiduje intensywny trening przez 5-6 dni przed zawodami z jednoczesnym ograniczeniem spożycia węglowodanów. Po 2-3 dobach należy zmniejszyć obciążenia treningowe i spożywać
wysokowęglowodanowe posiłki. Spowoduje to wzrost zasobów glikogenu w mięśniach i wątrobie.

### Tłuszcze
Całkowite zużycie zapasów glikogenu w organizmie sportowca (600 g) mogłoby dostarczyć 2400 kcal, co wystarcza na pokrycie energii na 2-4 godziny treningu. Dobowy wydatek energetyczny może sięgać nawet 7000 kcal, dlatego tak ważnym źródłem energii są tłuszcze. Stanowią najbardziej energetyczny składnik pożywienia – 1 g tłuszczu dostarcza 9 kcal. Zapotrzebowanie człowieka na tłuszcz waha się w szerokim zakresie i zależy od:
- wieku, płci,
- aktywności fizycznej,
- stanu fizjologicznego organizmu.

Precyzyjne określenie zalecanego poziomu spożycia jest trudne także z powodu krzyżowania się szlaków metabolicznych przemian tłuszczów i węglowodanów oraz możliwości wzajemnego pozyskiwania energii dla potrzeb organizmu. Dlatego przyjmuje się, że składnik ten powinien być źródłem około 25-30% energii w całodziennej racji pokarmowej i dostarczać odpowiednią ilość niezbędnych nienasyconych kwasów tłuszczowych (NNKT). W wartościach bezwzględnych jest to zakres od 60 do 120 g tłuszczu/dobę. Żywieniowcy zalecają spożywanie różnorodnych tłuszczów.
Optymalny stosunek nasyconych kwasów tłuszczowych do jednonienasyconych kwasów tłuszczowych do wielonienasyconych kwasów tłuszczowych wynosi 8-10 : 16 : 6.

## Zapotrzebowanie na składniki budulcowe dla sportowców

### Białko
Białka ulegają w organizmie stałej wymianie, dlatego bardzo ważne jest systematyczne dostarczanie nowych składników służących do ich syntezy. Niepełnowartościowa dieta o zbyt małej zawartości białek lub niezawierająca pełnowartościowych protein prowadzi do zaburzeń wielu procesów w organizmie. Dla sportowców, którzy muszą w wyniku treningu rozbudowywać swoją masę mięśniową, a potem ją stale odnawiać stosunek białka zwierzęcego (pełnowartościowego) do roślinnego (niepełnowartościowego) powinien wynosić 2:1. W konwencjonalnej diecie stosunek ten wynosi 1:1.
Ustalenie zapotrzebowania na białko w sporcie jest bardzo trudne i zależy od wielu czynników takich jak:
- skład diety,
- całkowite spożycie energii,
- wielkość spożycia węglowodanów, tłuszczów,
- jakość protein.

Ponadto metabolizm białek jest cechą zależną od:
- stanu organizmu,
- płci,
- wieku,
- rodzaju wysiłku (krótkotrwały siłowy lub szybkościowy oraz długotrwały wytrzymałościowy).

Dla osób nieuprawiających sport wyczynowo zapotrzebowanie na białko szacuje się na 1g/kg m.c., natomiast sportowcy wysoko wykwalifikowani, przy dobowym wydatku energetycznym wynoszącym ok. 6000 kcal powinni spożywać 1,9-2,8 g/kg m.c białka, co odpowiada 10-15% energii z pożywienia. W sportach szybkościowo-wytrzymałościowych podczas intensywnego treningu i podczas zawodów zapotrzebowanie sportowców na białko wynosi 2,5-2,8 g/kg m.c., a nawet 3,0 g/kg m.c.
| Zapotrzebowanie na podstawowe składniki pokarmowe i wartość energetyczna dla wybranych dyscyplin sportowych w przeliczeniu na kg masy ciała | Zapotrzebowanie na podstawowe składniki pokarmowe i wartość energetyczna dla wybranych dyscyplin sportowych w przeliczeniu na kg masy ciała | Zapotrzebowanie na podstawowe składniki pokarmowe i wartość energetyczna dla wybranych dyscyplin sportowych w przeliczeniu na kg masy ciała | Zapotrzebowanie na podstawowe składniki pokarmowe i wartość energetyczna dla wybranych dyscyplin sportowych w przeliczeniu na kg masy ciała | Zapotrzebowanie na podstawowe składniki pokarmowe i wartość energetyczna dla wybranych dyscyplin sportowych w przeliczeniu na kg masy ciała | Zapotrzebowanie na podstawowe składniki pokarmowe i wartość energetyczna dla wybranych dyscyplin sportowych w przeliczeniu na kg masy ciała |
| --- | --- | --- | --- | --- | --- |
| Dyscyplina sportowa | Białka [g] | Tłuszcze [g] | Węglowodany [g] | Wartość energetyczna [kcal] | |
| Boks, judo, zapasy | 2,4-2,5 | 2,2-2,3 | 9,0-10,0 | 65,0-71,0 | |
| Sprinty i skoki w dal | 2,4-2,5 | 2,2-2,3 | 9,5-10,0 | 65,6-70,7 | |
| Bieg godzinny i maraton | 2,4-2,5 | 2,1-2,3 | 11,0-13,0 | 73,0-83,0 | |
| Narciarstwo - zjazdy i slalom | 2,1-2,2 | 2,0-2,1 | 9,6-10,6 | 65,0-70,0 | |
| Hokej na lodzie | 2,3-2,4 | 2,2-2,3 | 9,0-10,0 | 65,0-70,3 | |
| Pływanie | 2,2-2,4 | 2,2-2,4 | 8,8-9,6 | 63,0-69,6 | |
| Wioślarstwo i kajakarstwo | 2,2-2,4 | 2,1-2,2 | 10,0-11,2 | 67,7-74,2 | |
| Koszykówka i siatkówka | 2,2-2,4 | 2,1-2,3 | 9,0-10,0 | 63,7-70,3 | |
| Piłka nożna i piłka ręczna | 2,3-2,4 | 2,2-2,3 | 9,0-10,0 | 65,0-70,3 | |
| Tenis ziemny | 2,2-2,4 | 2,1-2,3 | 9,0-10,0 | 63,7-70,3 | |
| Kolarstwo torowe | 2,1-2,3 | 2,0-2,2 | 10,1-11,0 | 67,0-73,0 | |
| Kolarstwo szosowe | 2,6-2,8 | 2,3-2,4 | 12,3-13,5 | 80,0-87,0 | |
| Strzelectwo i łucznictwo | 2,1-2,3 | 2,0-2,2 | 9,0-10,0 | 62,4-69,0 | |
| Jeździectwo | 2,1-2,3 | 2,1-2,3 | 8,4-9,2 | 60,9-66,7 | |

### Składniki mineralne
Zwiększają one wydolność fizyczną i wytrzymałość, dlatego sportowcy powinni je spożywać w większej ilości. Związane jest to z utratą składników mineralnych wraz z potem. Niedobór elektrolitów można uzupełniać przez stosowanie odpowiednich napojów i suplementów.
Zapotrzebowanie sportowców na wybrane składniki mineralne:
- wapń - 2000–4500 mg/osobę/24h,
- fosfor - 3000–5800 mg/osobę/24h,
- magnez - 480 mg/osobę/24h,
- sód - 12-16 g NaCl/osobę/24h (soli spożywczej),
- potas - 9-13 g/osobę/24h,
- żelazo - 8 mg/1000 kcal/24h,
- mangan - 0,3 mg/1 kg m.c/24h; ok. 10–15 mg/osobę/24,
- cynk - 13–16 mg/osobę/24h,
- jod - 160 µg/osobę/24,
- selen - 50-60 µg/osobę/24.

## Zapotrzebowanie na wybrane składniki regulujące dla sportowców
- witamina C - 100–150 mg/osobę/24 przed zawodami; 200–400 mg/osobę/24h w czasie zawodów i w okresie odnowy,
- witamina A - 206 µg/osobę/24h,
- witamina D - do 15 µg/osobę/24h,
- witamina E - 30–50 mg/osobę/24h,
- tiamina - 2,0-9,3 mg/24h,
- ryboflawina - 3,7-94,7 mg/24h,
- witamina PP - 33–55 mg/24h,
- witamina H (biotyna) - 30 µg/osobę/24h,
- kwas pantotenowy - 50 mg/osobę/24h,
- kwas foliowy - 0,3-0,5 mg/osobę/24h,
- kobalamina - 150-200 µg/24h.

### Witaminy antyoksydacyjne
U osób uprawiających regularnie sport stwierdza się wzmożone zapotrzebowanie na witaminy antyoksydacyjne. Zapobiegają one występowaniu stresu oksydacyjnego. Podczas wysiłku fizycznego wzrasta zapotrzebowanie ustroju na tlen. Jeżeli ilość energii wydatkowanej w czasie pracy jest stała to w organizmie nie ma ani braku, ani też nadmiaru tlenu. Jednak, gdy sytuacja wymaga nagłego zgromadzenia w tkankach większej ilości tlenu, (np. podczas intensywnego treningu), zwiększa się diametralnie proces spalania, podczas którego są wytwarzane reaktywne formy tlenu (RFT). Zapoczątkowują one reakcje rodnikowe w organizmie.
Do witamin o działaniu hamującym reakcje rodnikowe należą:
- witamina C - kwas askorbinowy,
- witamina E - alfa-tokoferol,
- prowitamina A - beta-karoten.

### Witaminy z grupy B
Podczas wzmożonego wysiłku fizycznego stwierdza się wzrost zapotrzebowania na witaminy z grupy B. Zawartość tych związków w tkankach spada pod wpływem wysiłku na skutek dużych obciążeń fizycznych. Również tracone są one w dużej ilości z potem.
W sporcie zalecane jest spożywanie większych dawek witamin z grupy B. Biorą one udział w przemianach białek, węglowodanów i tłuszczów. Mają one szczególne znaczenie dla:
- glikolizy,
- utlenienia kwasów tłuszczowych,
- utlenienia kwasu pirogronowego.